# عبدالقادر اوزگن
عبدالقادر اوزگن (انگلیسی: Abdulkadir Özgen؛ زادهٔ ۸ سپتامبر ۱۹۸۶) بازیکن فوتبال اهل ترکیه است.
از باشگاه‌هایی که در آن بازی کرده‌است می‌توان به باشگاه فوتبال بوکاسپور، باشگاه فوتبال قیصریه‌اسپور، باشگاه فوتبال آلمانیا آخن، باشگاه فوتبال مانیسااسپور، باشگاه ورزشی آدانا دمیرسپور، باشگاه فوتبال سیواس‌اسپور، باشگاه فوتبال سامسون‌اسپور، و باشگاه فوتبال شانلی‌اورفا اسپور اشاره کرد.